# 853
Évszázadok: 8. század – 9. század – 10. század
Évtizedek: 800-as évek – 810-es évek – 820-as évek – 830-as évek – 840-es évek – 850-es évek – 860-as évek – 870-es évek – 880-as évek – 890-es évek – 900-as évek
Évek: 848 – 849 – 850 – 851 –  852 – 853 – 854 – 855 – 856 – 857 – 858

## Események

### Európa
- A vikingek felhajóznak a Loire-on, kifosztják Nantes-ot és Tours-t és elpusztítják Marmoutier kolostorát.
- Kopasz Károly nyugati frank király kivégezteti Gauzbert maine-i grófot, mert az a bretonokkal szövetkezett (más források szerint Gauzbert-t Nantes polgárai gyilkolták meg bosszúból, mert előző évben megölte II. Lambert nantes-i grófot.
- Német Lajos keleti frank király Zürichben megalapítja a Fraumünster apácakolostort.
- Péter salernói régens elűzi a kiskorú II. Sico herceget és maga foglalja el a trónt. Még ugyanebben az évben meghal, a hercegséget pedig fia, Adhemar örökli.
- Burgred merciai király a wessexi Æthelwulf segítségével legyőzi a walesieket és kiterjeszti rájuk uralmát egészen a "nyugati tengerig".
- Burgred feleségül veszi Æthelwulf lányát, Æthelswithet.
- Córdobában kivégzik Szent Columbát, aki mártíromságra vágyva nyilvánosan káromolta Mohamed prófétát.

### Abbászida Kalifátus
- A bizánci flotta meglepetésszerűen megtámadja és kifosztja az egyiptomi Damiettát és nagy mennyiségű - a krétai muszlim kalózoknak szánt - fegyvert és hadianyagot zsákmányolnak.

## Születések
- Al-Taháví, muszlim teológus és jogtudós
- Abú Manszúr al-Máturídí, muszlim teológus

## Halálozások
- Córdobai Columba, keresztény mártír
- Ono no Takamura, japán költő
- Theodrada, Nagy Károly lánya
- Viraszena, indiai matematikus

## Fordítás
- Ez a szócikk részben vagy egészben  a(z)   853 című angol Wikipédia-szócikk ezen változatának fordításán alapul.  Az eredeti cikk szerkesztőit annak laptörténete sorolja fel. Ez a jelzés csupán a megfogalmazás eredetét és a szerzői jogokat jelzi, nem szolgál a cikkben szereplő információk forrásmegjelöléseként.